# Cytherella sangiranensis
Cytherella sangiranensis is een mosselkreeftjessoort uit de familie van de Cytherellidae. De wetenschappelijke naam van de soort is voor het eerst geldig gepubliceerd in 1948 door Kingma.